# The Edgar Winter Album
The Edgar Winter Album è il decimo album di Edgar Winter, pubblicato dalla Blue Sky Records nel 1979 e prodotto da Tom Moulton e Edgar Winter.

## Tracce
Lato A
1. It's Your Life to Live – 5:30 (Edgar Winter)
2. Above and Beyond – 5:03 (Edgar Winter)
3. Take It the Way It Is – 4:26 (Edgar Winter)
4. Dying to Live – 4:13 (Edgar Winter)

Lato B
1. Please Don't Stop – 3:15 (Edgar Winter)
2. Make It Last – 3:37 (Edgar Winter)
3. Do What – 4:15 (Edgar Winter)
4. It Took Your Love to Bring Me Out – 4:00 (Edgar Winter)
5. Forever in Love – 3:41 (Edgar Winter)

## Musicisti
- Edgar Winter - voce, tastiere, sassofono, accompagnamento vocale
- Craig Snyder - chitarra
- James Williams - basso
- Keith Benson - batteria
- Larry Washington - congas